# Squamopygia ornata
Squamopygia ornata är en tvåvingeart som beskrevs av Krober 1928. Squamopygia ornata ingår i släktet Squamopygia och familjen stilettflugor. Inga underarter finns listade i Catalogue of Life.